# Heliconia latispatha
Espèce
Classification phylogénétique

Heliconia latispatha est une espèce de plantes à fleur de la famille des Heliconiaceae, originaire d'Amérique du Sud et du Mexique.

## Synonymes
Selon World Checklist of Selected Plant Families (WCSP) (24 mars 2012) :
- Heliconia aequatoriensis Loes. (1916)